# 2841 Пуййо
2841 Пуййо (2841 Puijo) — астероїд головного поясу, відкритий 26 лютого 1943 року.
Тіссеранів параметр щодо Юпітера — 3,617.